# Family Man (film)
Family Man (ang. The Family Man) – film z 2000 roku.

## Obsada
- Nicolas Cage – Jack Campbell
- Téa Leoni – Kate Reynolds
- Don Cheadle – Cash
- Jeremy Piven – Arnie
- Saul Rubinek – Alan Mintz
- Josef Sommer – Peter Lassiter
- Makenzie Vega – Annie Campbell

## Opis fabuły
W niewyjaśniony sposób biznesmen Jack Campbell przeistacza się w głowę rodziny. Mieszka w New Jersey zamiast w Nowym Jorku, prowadzi rodzinny samochód zamiast pięknego sportowego ferrari. Teraz nie zarabia pieniędzy na Wall Street, lecz zajmuje się sprzedażą opon. Jego szafa pełna jest flanelowych koszul, choć kiedyś nosił warte tysiące dolarów garnitury. Nie mogąc wrócić do wcześniejszego życia, Jack niechętnie zaczyna grać rolę statecznego męża i ojca.

## Nagrody i nominacje
Nagrody Saturn 2000
- Najlepsza aktorka – Téa Leoni
- Najlepszy film fantasy (nominacja)